# Pošťák vždy zvoní dvakrát (film, 1981)
Pošťák vždy zvoní dvakrát (v anglickém originále The Postman Always Rings Twice) je americko-německý kriminální film z roku 1981. Režisérem filmu je Bob Rafelson. Hlavní role ve filmu ztvárnili Jack Nicholson, Jessica Lange, John Colicos, Michael Lerner a John P. Ryan.

## Obsazení
| Jack Nicholson    | Frank Chambers       |
| Jessica Lange     | Cora Smith/Papadakis |
| John Colicos      | Nick Papadakis       |
| Michael Lerner    | pan Katz             |
| John P. Ryan      | Ezra Liam Kennedy    |
| Anjelica Huston   | Madge Gorland        |
| William Traylor   | Kyle Sackett         |
| Ron Flagge        |                      |
| Christopher Lloyd | prodavač             |